# Édouard Lock
Édouard Lock es un coreógrafo canadiense, uno de los creadores más revolucionarios y conocidos de la escena internacional. 

## Biografía
Nacido en Casablanca, el 3 de marzo de 1954, de madre española y padre marroquí, su familia se trasladó a Quebec cuando él tenía tres años. Aunque la posibilidad de desarrollar una vida en orno al habla francesa fue una de las razones que propició el traslado a Quebec, los padres de Lock tuvieron que inscribir a sus hijos en una escuela inglesa y escolarizarlos así al margen de la religión católica. 
Estudió cine y letras en la Universidad de Concordia, y fue allí donde descubrió la danza, a la edad de 19 años. Fue durante un stage con el grupo Nouvelle Aire, una de las dos únicas compañías de danza moderna en Montreal por aquel entonces. A principios de los 70 bailó con la cía. Le Groupe de la Place Royale (hoy conocida como Le Groupe Dance Lab). Tenía 21 años cuando la cía. Nouvelle Aire le hizo su primer encargo. Con su primera coreografía Temps volé , conoció a la bailarina Louise Lecavalier, con quien desarrolló un lenguaje gestual completamente nuevo. En los años siguientes creó obras para el Museo de Beaux-Arts de Montreal y les Grands Ballets Canadiens, muchas de ellas coproducidas por el Centre National des Arts. 
En 1980 Lock fundó su propia compañía, Lock-Danseurs que pasó a llamarse La La La Human Steps en 1982. Aunque lleva dirigiendo con éxito su compañía durante más de 25 años, Lock ha colaborado a menudo en proyectos con otros artistas y compañías. En 1989 dirigió la puesta en escena de la gira mundial Sound and Vision de David Bowie, y más tarde colaboró en la serie de conciertos The Yellow Shark con Franz Kappa et l'Ensemble Modern d'Allemagne, así como en producciones para reconocidas compañías de danza clásica y contemporánea (como el Het National Ballet o el Ballet de la Ópera de París).
En el año 2001 fue nombrado caballero de l'Ordre national du Québec. El mismo año recibió le Prix du Centre national des Arts por la obra Salt/Exaucé. Fue nombrado oficial de l'Ordre du Canada en 2002.
Después de unos años de parón artístico, el año 2010 anunció su retirada de los escenarios, para el año siguiente, por motivos personales.

## Instituciones, compañías y festivales que han encargado o presentado piezas de Édouard Lock
- Le Musée des Beaux-Arts de Montréal (le Nageur-1978),
- le Festival International de nouvelle danse de Montréal (Neuw Demons-1987),
- le Ballet National de Hollande (Bread Dances-1988),
- le Théâtre de la Ville (Infante, c'est destroy-1991; 2,ballet pour 8 danseurs et 2 musiciens-1995),
- le Theater am Turm de Fráncfort,
- les Grands Ballets Canadiens de Montréal (Étude-1996),
- le Saitama Arts Theater au Japón (Exaucé/Salt-1998),
- le Nederlands Dans Theater 1 (Touch to include-1999),
- le Musée d'art contemporain de Montréal,
- le Centre National des Arts d'Ottawa, le Festival Octobre en Normandie (France),
- le Centre National de danse contemporaine d'Angers (CNDC).

## Obra
- Temps Volé (1975)
- Remous (1977)
- La maison de ma mère (1977)
- Le Nageur (1978)
- Solo pour une femme (solo pour Danielle Tardif) (1978) pour le Musée des Beaux-Arts de Montréal
- Solos pour quatre femmes (1979)
- Lily Marlène dans la jungle (1980)
- Oranges (1981), pour le Musée d'Art Contemporain
- 'Bussinessman in the process of becoming an angel (1983)
- Human Sex (1985), música de Louis Seize y Randall Kay.
- La La La Human Steps sex duo nº1 (1987), corto realizado por Bernard Hébert.
- New Demons (1987), música de West India Company, René Despars y Olle Romo.
- Bread dances (1988) para el Het National Ballet, música: concierto en Re mayor de Tchaikovski.
- Look back in anger (1988), música de David Bowie.
- Danse avant de tomber (1989), música de Carole Laure y Lewis Furey, del álbum Western Shadows.
- Sound and visions (1990), música de David Bowie.
- Infante, c'est destroy (1991), música Einsturzende Naubauten, David Van Tieghem, Skinny Puppy y Janitors Animated.
- The yellow Shark (1992), música de Frank Zappaet y l'Ensemble Modern de Fráncfort.
- Le petit musée de Velásquez (1994), corto realizado por Bernard Hébert de ocho coreografías de Lock.
- 2 (1995), música: anónimas del siglo XVI, David Byrne, Shellac of North America, My Bloody Valentine e Iggy Pop.
- Étude (1996) para les Grands Ballets Canadiens, música de Garvin Bryars.
- Exaucé/Salt (1998), música de David Lang y Kevin Shields.
- Touch to include (1999) para el NDT 1, música de David Lang.
- Amelia (2002), música de David Lang y Lou Reed (vocal, Songs for Lou Reed). Música adicional de Normand-Pierre Bilodeau y Alain Thibault, improvisaciones y ensamblaje musical de Alexandre Castonguay, Simon Claude y Njo Kong Kie.
- AndréAuria (2002) para el Ballet de la Ópera de París, música de David Lang.
- Les Boréades (2003), para el Palais Garnier. Ópera de Jean-Baptiste Rameau. Puesta en escena de Robert Carsen, dirección musical de William Christie.

## Premios y menciones recibidos
- 1981 y 2001, Prix national Jean A.Chalmers de la danse.
- 1986, Bessie Award (New York Dance and Performance Awards) por la obra Human Sex.
- 2001 nombrado Chevalier de l'Ordre national du Québec.
- 2001, Prix du centre national des Arts por la obra Salt/Exaucé.
- 2002 nombrado Officier de l'Ordre du Canada.
- 2002, Prix Denise-Pelletier.
- 2003, premio Benois de la Danse por la obra AndréAuria.